# Ars (Valles del Valira)
Ars es un núcleo de población y una entidad municipal descentralizada del municipio de Valles del Valira, en el Alto Urgel (Cataluña). Actualmente tiene 35 habitantes. No muy lejos del pueblo hay una torre medieval conocida como Colomer d'en Ruf, además de los restos de un castillo.

## Símbolos
El escudo heráldico que representa a la entidad fue aprobado el 20 de marzo de 2013 con el siguiente blasón: 

«Escudo en losange de ángulos rectos: de sinople, un arce de plata.»
Diario Oficial de la Generalidad de Cataluña n° 6350 de 8 de abril de 2013

## Geografía humana

### Demografía
| Gráfica de evolución demográfica de Ars entre 1857 y 1960 |
| |
| Población de derecho según los censos de población del INE Población de hecho según los censos de población del INEEntre el censo de 1970 y el anterior, este municipio desaparece porque se integra en el municipio 25239 (Valles del Valira) |